# جنگجویان سغدی
جنگجویان سغدی به عنوان سواره نظام در ارتش شاهنشاهی ساسانی خدمت می‌کردند. آنها بومی سغد (شامل تاجیکستان کنونی و بخش خاوری ازبکستان)بودند.
در دوره هخامنشی جنگجويان سغدی دربردارنده سغدی‌ها و ديگر مردمان فرارود (سواره‌نظام) در ارتش هخامنشی بودند. سغدیان در نبرد با یونانیان گروه‌هایی از سربازان را به پادشاهان هخامنشی دادند و پس از سرنگوني شاهنشاهی هخامنشی، سغدی‌ها (به همراه باختری‌ها) در جنگ کوهستانی در برابر اسکندر مقدونی رزمیدند و سال‌های آینده گردایه‌ای از شورش‌ها را برنامه‌ريزی کردند. صفحات اورلات گردایه‌ای از پلاک‌های استخوانی هستند که در ميانه‌های دهه ۱۹۸۰ در ازبکستان ‍پیدا شدند. اين پلاک‌ها با نگاره‌های نبرد ميان سربازان زره‌پوش و یک نگاره شکار آراسته شده‌اند. كارشناسان درباره دیرینگی و چیستی این پلاک‌ها ديدگاه يگانه‌ای ندارند، اگرچه هم‌رایی همگانی نشان می‌دهد که تاریخ آن به سده يكم پس از میلاد برمی‌گردد. 
یوری خودیاکوف همانندی‌های فراوانی را ميان این پلاک‌ها و ديگر یافته‌های شیونگ‌نو-سرمتی از مغولستان و سرزمین آلتای پيدا کرد، به‌ویژه با گروهی از پلاک‌های یافت شده از کوه تپسی در نزدیکی رودخانه ینی‌سی که معمولاً از فرهنگ دانسته تاشتیک می‌شود.